# Lamar Hunt U.S. Open Cup
Der  Lamar Hunt U.S. Open Cup  ist ein US-amerikanischer Fußball-Pokalwettbewerb, der allen von der United States Soccer Federation anerkannten Teams offensteht. Das Spektrum reicht von Amateurclubs bis zu den Profiteams der Major League Soccer.
Seit 1914 existiert der U.S. Open Cup, ursprünglich unter dem Namen National Challenge Cup. 1999 schließlich erfolgte die Umbenennung in Lamar Hunt U.S. Open Cup, um einen der wichtigsten Förderer des US-Fußballs zu ehren. Den Pokalsiegern winkt der Dewar Cup, gestiftet 1914 von Thomas Robert Dewar zur Förderung des Fußballsports in Amerika.
Seit 1996 dominieren die Profiteams der Major League Soccer das Turnier, nur 1999 konnten die Rochester Raging Rhinos (A-League, jetzt USL First Division) einen Überraschungserfolg gegen die Colorado Rapids aus der MLS für sich verbuchen.
Seit der Saison 2008 qualifiziert sich der Sieger des Pokals für die CONCACAF Champions League.

## Aktuelles Wettbewerbsformat
Das Turnier wird im K.-o.-System in einem Spiel ausgetragen. Die Teilnehmer des Pokals steigen, je nach Wertigkeit der jeweiligen Liga, in unterschiedlichen Phasen des Turniers ein.
1. Runde
Die erste Runde bestreiten die Mannschaften aus den nachstehenden Ligen, nachdem diese ihre Teilnehmer nach eigenen Qualifikationsregeln bestimmt haben:
- USASA (8 Mannschaften)
- NPSL (14 Mannschaften)
- USL League Two (10 Mannschaften)
- USL League One (6 Mannschaften)

2. Runde
- Sieger der ersten Runde
- USL Championship (25 Mannschaften)

3. Runde
- Sieger der zweiten Runde

4. Runde
- Sieger der dritten Runde
- Major League Soccer (25 Mannschaften)

## Pokalsieger
- 1914 Brooklyn Field Club, New York
- 1915 Bethlehem Steel FC, Bethlehem (Pennsylvania)
- 1916 Bethlehem Steel FC, Bethlehem (Pennsylvania)
- 1917 Fall River Rovers, Fall River (Massachusetts)
- 1918 Bethlehem Steel FC, Bethlehem (Pennsylvania)
- 1919 Bethlehem Steel FC, Bethlehem (Pennsylvania)
- 1920 Ben Miller FC, St. Louis
- 1921 Robbins Dry Dock FC, New York
- 1922 Scullin Steel FC, St. Louis
- 1923 Paterson FC, Paterson (New Jersey)
- 1924 Fall River FC, Fall River (Massachusetts)
- 1925 Shawsheen FC, Andover (Massachusetts)
- 1926 Bethlehem Steel FC, Bethlehem (Pennsylvania)
- 1927 Fall River FC, Fall River (Massachusetts)
- 1928 New York Nationals, New York
- 1929 New York Hakoah, New York
- 1930 Fall River FC, Fall River (Massachusetts)
- 1931 Fall River FC, Fall River (Massachusetts)
- 1932 New Bedford Whalers, New Bedford (Massachusetts)
- 1933 Stix, Baer and Fuller FC, St. Louis
- 1934 Stix, Baer and Fuller FC, St. Louis
- 1935 Central Breweries FC, St. Louis
- 1936 Philadelphia German-Americans, Philadelphia
- 1937 New York Americans, New York
- 1938 Chicago Sparta A.B.A., Chicago
- 1939 St. Mary’s Celtic SC, New York
- 1940 co-champions: Baltimore SC, Baltimore & Chicago Sparta A.B.A., Chicago
- 1941 Pawtucket FC, Pawtucket (Rhode Island)
- 1942 Gallatin SC, Gallatin, PA
- 1943 Brooklyn Hispano, New York
- 1944 Brooklyn Hispano, New York
- 1945 Brookhattan FC, New York
- 1946 Chicago Viking FC, Chicago
- 1947 Ponta Delgada SC, Fall River (Massachusetts)
- 1948 St. Louis Simpkins-Ford, St. Louis
- 1949 Morgan SC, Morgan (Pennsylvania)
- 1950 St. Louis Simpkins-Ford, St. Louis
- 1951 German Hungarian SC, New York
- 1952 Harmarville SC, Harmarville (Pennsylvania)
- 1953 Falcons SC, Chicago
- 1954 New York Americans, New York
- 1955 Eintracht Sport Club, New York
- 1956 Harmarville SC, Harmarville (Pennsylvania)
- 1957 Kutis SC, St. Louis
- 1958 Los Angeles Kickers, Los Angeles
- 1959 McIlvaine Canvasbacks, Los Angeles
- 1960 Ukrainian Nationals, Philadelphia
- 1961 Ukrainian Nationals, Philadelphia
- 1962 New York Hungaria, New York
- 1963 Ukrainian Nationals, Philadelphia
- 1964 Los Angeles Kickers, Los Angeles
- 1965 New York Ukrainians, New York
- 1966 Ukrainian Nationals, Philadelphia
- 1967 Greek American AA, New York
- 1968 Greek American AA, New York
- 1969 Greek American AA, New York
- 1970 Elizabeth SC, Union (New Jersey)
- 1971 Hota SC, New York
- 1972 Elizabeth SC, Union (New Jersey)
- 1973 Maccabee SC, Los Angeles
- 1974 Greek American AA, New York
- 1975 Maccabee SC, Los Angeles
- 1976 San Francisco A.C., San Francisco
- 1977 Maccabee SC, Los Angeles
- 1978 Maccabee SC, Los Angeles
- 1979 Brooklyn Dodgers SC, New York
- 1980 New York Pancyprian Freedoms, New York
- 1981 Maccabee SC, Los Angeles
- 1982 New York Pancyprian Freedoms, New York
- 1983 New York Pancyprian Freedoms, New York
- 1984 A.O. Krete, New York
- 1985 Greek-American AC, San Francisco
- 1986 Kutis SC, St. Louis
- 1987 Club España, Washington, D.C.
- 1988 Busch SC, St. Louis
- 1989 H.R.C. Kickers, Saint Petersburg
- 1990 A.A.C. Eagles, Chicago
- 1991 Brooklyn Italians, New York
- 1992 San Jose Oaks, San José (Kalifornien)
- 1993 C.D. Mexico, San Francisco
- 1994 Greek-American A.C., San Francisco
- 1995 Richmond Kickers (A-League)
- 1996 D.C. United (MLS)
- 1997 Dallas Burn (MLS)
- 1998 Chicago Fire (MLS)
- 1999 Rochester Raging Rhinos (A-League)
- 2000 Chicago Fire (MLS)
- 2001 Los Angeles Galaxy (MLS)
- 2002 Columbus Crew (MLS)
- 2003 Chicago Fire (MLS)
- 2004 Kansas City Wizards (MLS)
- 2005 Los Angeles Galaxy (MLS)
- 2006 Chicago Fire (MLS)
- 2007 New England Revolution (MLS)
- 2008 D.C. United (MLS)
- 2009 Seattle Sounders (MLS)
- 2010 Seattle Sounders (MLS)
- 2011 Seattle Sounders (MLS)
- 2012 Sporting Kansas City (MLS)
- 2013 D.C. United (MLS)
- 2014 Seattle Sounders (MLS)
- 2015 Sporting Kansas City (MLS)
- 2016 FC Dallas (MLS)
- 2017 Sporting Kansas City (MLS)
- 2018 Houston Dynamo (MLS)
- 2019 Atlanta United (MLS)
- 2020 nicht ausgetragen
- 2021 nicht ausgetragen
- 2022 Orlando City (MLS)
- 2023 Houston Dynamo (MLS)
- 2024 Los Angeles FC (MLS)

## Meiste Pokalsiege
- 5 – Bethlehem Steel FC, Maccabi Los Angeles
- 4 – Chicago Fire, Greek American AA, Ukrainian Nationals, Fall River FC, Seattle Sounders, Sporting Kansas City bzw. Kansas City Wizards
- 3 – D.C. United, New York Pancyprian Freedoms
- 2 – Brooklyn Hispano, Chicago Sparta A.B.A., Elizabeth SC, Greek-American A.C. of San Francisco, CA, Harmarville SC, Kutis SC, Los Angeles Galaxy, Los Angeles Kickers, St. Louis Simpkins-Ford, Stix, Baer and Fuller FC, FC Dallas, Houston Dynamo